# Tudelilla
Tudelilla – gmina w Hiszpanii, w prowincji La Rioja, w La Rioja, o powierzchni 19,06 km². W 2011 roku gmina liczyła 371 mieszkańców.